# Ballenger Creek
Ballenger Creek – jednostka osadnicza w Stanach Zjednoczonych, w stanie Maryland, w hrabstwie Frederick.